# 키푸 (초은하단)
키푸 초은하단은 2025년에 새로이 발견된 초은하단으로, 지금까지 관측된 우주 구조 중 가장 크고 무거운 은하 초은하단(supercluster)이다. 본 초은하단의 총 길이는 약 428 Mpc(약 13억 광년)에 달하며, 약 68개의 은하단이 실 모양으로 연결되어 있는 거대 필라멘트 구조를 이룬다.

## 발견 및 역사
이 필라멘트 구조는 ROSAT X선 위성과 CLASSIX 은하단 데이터를 기반으로 독일 막스 플랑크 외계 물리학 연구소의 한스 뵈어링어 팀에 의해 확인되었다.
- 2025년 3월 초 : 이 구조는 CLASSIX(CLASsification of X-ray Clusters) 은하단 조사를 통해 발견되었으며, ROSAT 위성에서 관측된 X선 데이터를 바탕으로 은하단의 분포를 3차원 적으로 분석하여 파악되었다. 발견 당시 알고리즘 기반 필라멘트 구조 감지(Friends-of-Friends 방식)가 적용되었다.

- 2025년 3월 중순 : 해당 구조는 Astronomy & Astrophysics 학술지에 공식 게재되었으며, 이후 세계 언론 및 과학계에서 큰 반향을 일으켰다.

## 명칭의 유래
‘키푸(Quipu)’라는 명칭은 고대 잉카 문명에서 정보를 저장하던 매듭 실 도구에서 따온 이름이다. 이는 해당 구조가 여러 은하단이 한 줄기 중심 필라멘트를 따라 연결되어 있는 형태를 지녀 이 도구를 연상시키기 때문이다.

## 특징
키푸는 약 68개의 은하단이 연결된 필라멘트 구조로 이루어져 있으며, 길이는 약 428 Mpc, 총 질량은 약 2 × 10¹⁷ 태양질량으로 추정된다. 해당 구조는 적색편이 z ≈ 0.027–0.065 구간에 걸쳐 있으며, 이는 약 8~20억 광년 거리 범위에 해당한다.

## 과학적 의의

### 우주론 모델 검증에서의 의의
ΛCDM(람다 콜드 다크 매터) 모형이 예측하는 최대 규모 구조와 비교할 수 있는 관측 결과로, 이론과의 일치 여부를 평가할 수 있는 근거가 된다.

### 적분 색스-울프 효과(ISW)에서의 의의
이러한 거대 질량 집중은 우주배경복사(CMB)에 영향을 주는 중력적 효과를 발생시킬 수 있으며, 이를 통해 우주 팽창 속도 및 암흑 에너지 분포 연구에 활용 가능하다.

### 은하 진화 관측에서의 의의
밀집된 필라멘트 환경은 은하 충돌, 은하 병합, 중심 블랙홀 활성화 등에 영향을 미치므로, 은하 형성 및 진화 연구에 중요한 단서가 된다.

## 같이 보기
- 초은하단
- 은하 필라멘트
- 우주의 대규모 구조
- 국부 초은하단
- 슬론 장성
- 라니아케아 초은하단

## 참고 문헌
- Böhringer, H. et al. (2025). "Discovery of the Quipu superstructure in the CLASSIX survey", Astronomy & Astrophysics. arXiv:2501.19236
- Astronomers discover largest superstructure in cosmos – phys.org
- Quipu (supercluster) – 영어 위키백과